# Helicodendron multiseptatum
Helicodendron multiseptatum är en svampart som beskrevs av Abdullah 1983. Helicodendron multiseptatum ingår i släktet Helicodendron, ordningen disksvampar, klassen Leotiomycetes, divisionen sporsäcksvampar och riket svampar.   Inga underarter finns listade i Catalogue of Life.